# Murmidius ovalis
Murmidius ovalis är en skalbaggsart som först beskrevs av Beck 1817.  Murmidius ovalis ingår i släktet Murmidius och familjen gångbaggar. Arten har ej påträffats i Sverige. Inga underarter finns listade i Catalogue of Life.

## Bildgalleri

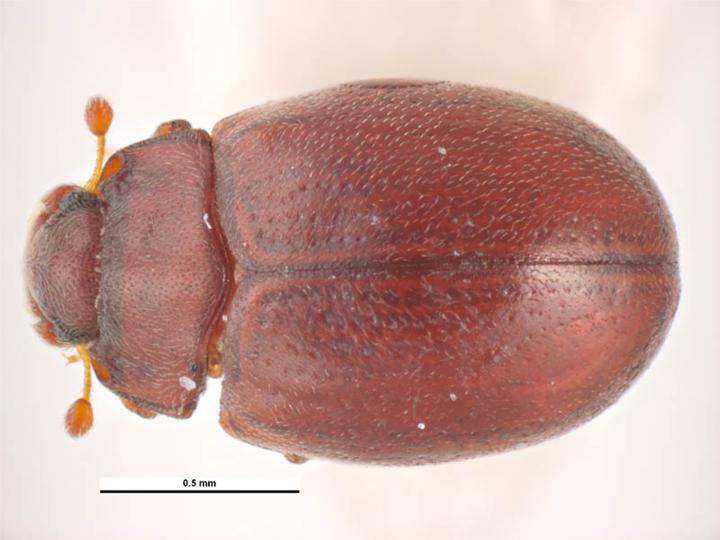